# Muerte de Marilyn Monroe
Marilyn Monroe fue hallada inconsciente en el dormitorio de su casa de Brentwood (Los Ángeles) por su ama de llaves, Eunice Murray, pasadas las once de la noche del sábado 4 de agosto de 1962. Trasladada al hospital más cercano, no pudo hacerse nada por su vida. Según otras versiones, Eunice Murray la encontró ya muerta en su cama. Al ingresar en el depósito de cadáveres, fue identificada con el número 81 828.
El tanatólogo Thomas Noguchi, quien participó en la autopsia, no halló restos de barbitúricos en el estómago, «casi totalmente vacío» (The stomach is almost completely empty), de la actriz (No residue of the pills is noted). No obstante, se comunicó a la prensa que había tomado cuarenta (40) cápsulas de Nembutal, por lo que se trataba de un "probable" suicidio por sobredosis.
El funeral fue el primero celebrado en la capilla del Pierce Brothers Westwood Village Memorial Park Cemetery de Westwood (Los Ángeles). Tuvo lugar el miércoles 8 de agosto de 1962 y fue organizado por Joe DiMaggio; asistieron solo unas pocas personas. El ministro luterano A. J. Soldán leyó pasajes de los salmos 23 y 46, así como fragmentos del Evangelio de Juan. Un organista interpretó la Sexta Sinfonía de Tchaikovsky y Judy Garland cantó la balada Over the Rainbow, una de las canciones favoritas de la actriz.

## Hipótesis del asesinato

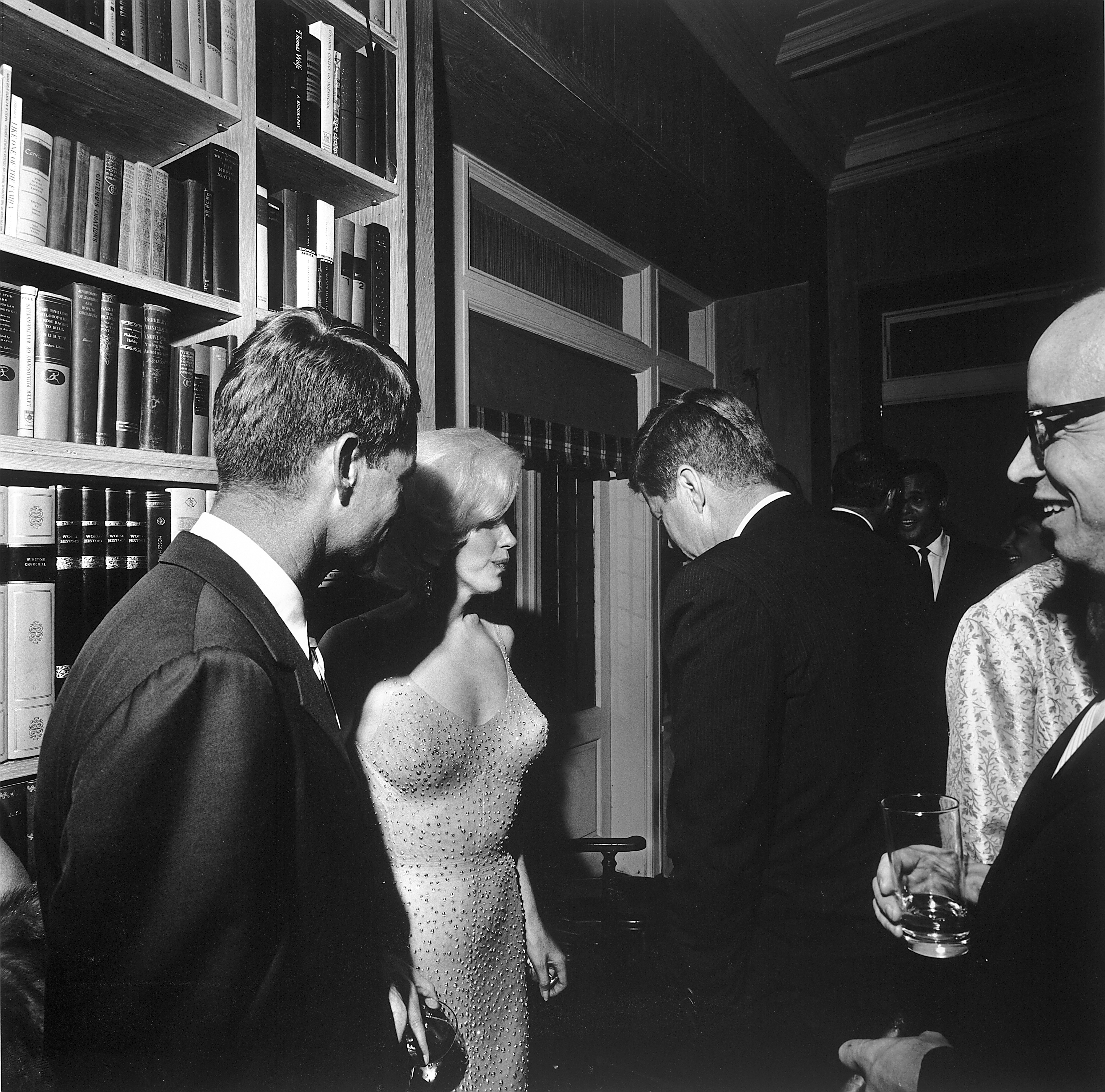
Marilyn Monroe entre Robert y John Fitzgerald Kennedy tras cantarle a este último el famoso Happy Birthday, Mr. President! A la derecha, Arthur Meier Schlesinger; detrás, Harry Belafonte.
La actriz lució un modelo color beige —lo que la hacía parecer prácticamente desnuda— (Marilyn lo describió como «piel y lentejuelas»), tan sumamente ceñido que tuvieron que cosérselo por detrás, una vez puesto, y que acabó estallando (fotografía tomada por Cecil W. Stoughtond el 19 de mayo de 1962).

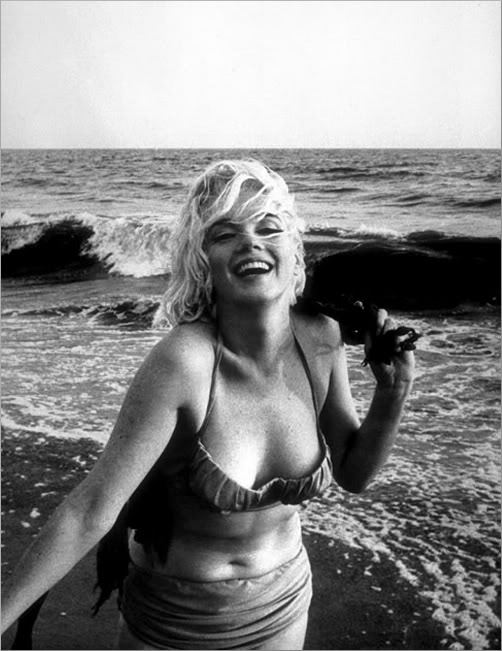
Marilyn Monroe en la playa de Santa Mónica, California (fotografía tomada por George Barris el 13 de julio de 1962, tres semanas antes de la muerte de la artista).

Para Ralph Greenson, su psiquiatra, «Marilyn tendía a relacionarse con personas que le hacían daño».
JFK-RFK
El sábado 19 de mayo de 1962, pese a que estaba rodando Something's Got to Give a las órdenes de George Cukor, Marilyn Monroe acudió al Madison Square Garden de Nueva York, donde —con ocasión de su 45.º cumpleaños— le dedicó un sensual Happy Birthday, Mr. President! a John Fitzgerald Kennedy, con quien, muy probablemente, venía manteniendo cierta relación extramatrimonial. La actriz, sin nada debajo, actuó enfundada en un modelo color beige —lo que la hacía parecer prácticamente desnuda—, tan sumamente ceñido que tuvieron que cosérselo por detrás, una vez puesto, y que acabó estallando. La esposa del presidente, Jacqueline Kennedy, sabía que Marilyn iba a acudir al acto y no acompañó a su marido.
Al parecer, la relación amorosa entre el futuro presidente y la actriz habría comenzado tres meses antes, cuando coincidieron en una cena privada, organizada por la hermana de John (Patricia Kennedy) y su esposo, el actor británico Peter Lawford. Al día siguiente, él la llamó y la invitó a un viaje al que iba a ir sin su esposa. Pero cuando el aspirante a la Casa Blanca se dio cuenta de las consecuencias que el romance podía tener para su prometedora carrera política, «se la pasó» discretamente a su hermano Robert (Marilyn llegó a confesarle a una amiga que quería casarse con ella; para gritar en otro momento: «¡Me han pasado de uno a otro!», «¡Fui utilizada!», «¡Me siento como un pedazo de carne!»...)
Según algunos investigadores, Marilyn había manifestado a varios de sus amigos que tenía información «peligrosa» para los Kennedy y que, si solo la consideraban «un pedazo de carne», la acabaría utilizando. E inclusive, meses antes de su fallecimiento, amigos cercanos notaban un comportamiento suspicaz y temeroso en la actriz, hasta tal punto que llamaba desde un teléfono público porque creía que habían "interceptado" su teléfono privado (hecho que se corroboraría luego de hallarse aparatos de espionaje en distintos puntos de la casa de Monroe).
En su libro sobre la muerte de Marilyn, fue hallada inconsciente en el dormitorio de su casa de Brentwood (California) por su ama de llaves, Eunice Murray (m. 1993), pasadas las once de la noche del sábado 4 de agosto de 1962. Trasladada al hospital más cercano, no pudo hacerse nada por su vida. Según otras versiones, Eunice Murray la encontró ya muerta en su cama. Al ingresar en el depósito de cadáveres, fue identificada con el número 81 828, los periodistas Richard Buskin y Jay Margolis acaban desechando la consabida hipótesis de que fue una sobredosis de barbitúricos la causante de su fallecimiento, destacando además que la actriz fue asesinada por orden de Robert Kennedy. Según este estudio, Bobby ordenó el asesinato poco después de que la artista lo amenazara con convocar una rueda de prensa en la que daría cuenta del romance que, al mismo tiempo, mantenía con él y con su hermano, el presidente de Estados Unidos. Temeroso de las consecuencias que tales declaraciones podían acarrearles, el menor del clan, con la ayuda de su cuñado el actor Peter Lawford, ordenó al psiquiatra de Marilyn, el doctor Ralph Greenson, que le administrara una inyección letal, a la vez que orquestaban un plan de manera que todo pareciese un suicidio. Según añaden los autores del libro, los propios miembros del Servicio de Urgencias de Los Ángeles denunciaron el hecho de que Marilyn tuviese una costilla rota, lo que podría atribuirse a la impericia de Greenson a la hora de administrar el fármaco.
Ya Donald H. Wolfe (1999) afirmaba en su obra:

¿Querían asesinar a Marilyn? ¿O solo doblegarla con un «pinchazo crítico», es decir, suministrándole una dosis mucho mayor de aquella a la que estaba acostumbrada para así tener acceso a sus cartas y documentos confidenciales y, sobre todo, hallar el «libro de secretos»? Todos los indicios hablan de homicidio premeditado. En presencia de Bobby, le inyectaron una cantidad de barbitúricos suficiente para matar a quince personas.

MARILYN MONROE-ASUNTO DE SEGURIDAD-C (COMUNISTA)
Un informe del FBI, archivado unos días después de la partida de Marilyn de México, habla de la entrevista que esta mantuvo con un tal Frederick Vanderbilt Field, referida a informaciones confidenciales de las que la actriz se había enterado hablando con el presidente y el director de la Oficina John Edgar Hoover, alarmado por la adicción de los Kennedy a las mujeres y extremadamente incómodo porque no se hacía caso de sus opiniones. En esta ocasión, le disgustó sobremanera que Marilyn Monroe, sin pretenderlo, hubiera pasado información confidencial a un comunista que, como sabía la Oficina de Investigación, estaba en contacto con espías extranjeros. Pero, según el FBI, Vanderbilt no era el único comunista que se relacionaba con la estrella. También lo eran José Bolaños, un guionista de cine mexicano, amante esporádico y la última persona con la que Marilyn habló por teléfono poco antes de que fuera encontrado su cadáver; y, sobre todo, Ralph Greenson, su psiquiatra, cuya autoridad sobre la actriz era tan enorme que el propio George Cukor llegó a decir que si había que hablar con Marilyn, no era necesario llamar a su secretaria, ni a su agente artístico, ni a su abogado... sino a su psiquiatra.

## El suceso
Marilyn vivía desde hacía poco tiempo en una casa de estilo mexicano, situada en el número 12305 Fifth Helena Drive en Brentwood (California).
La noche de su muerte, un vecino observó que una ambulancia se había detenido cerca del domicilio de la actriz; allí estuvo estacionada unas cinco horas hasta que, finalmente, se supo lo ocurrido. Fue entonces cuando un alto número de personal sanitario bajó de la misma y se dirigió directamente a la casa de la artista.
Algo antes de las cinco, el sargento de Policía Jack Clemmons, quien unos veinte minutos antes había recibido la llamada de Eunice Murray, se personó en el lugar de los hechos, sospechando inmediatamente que, según todos los indicios, se trataba de un asesinato:

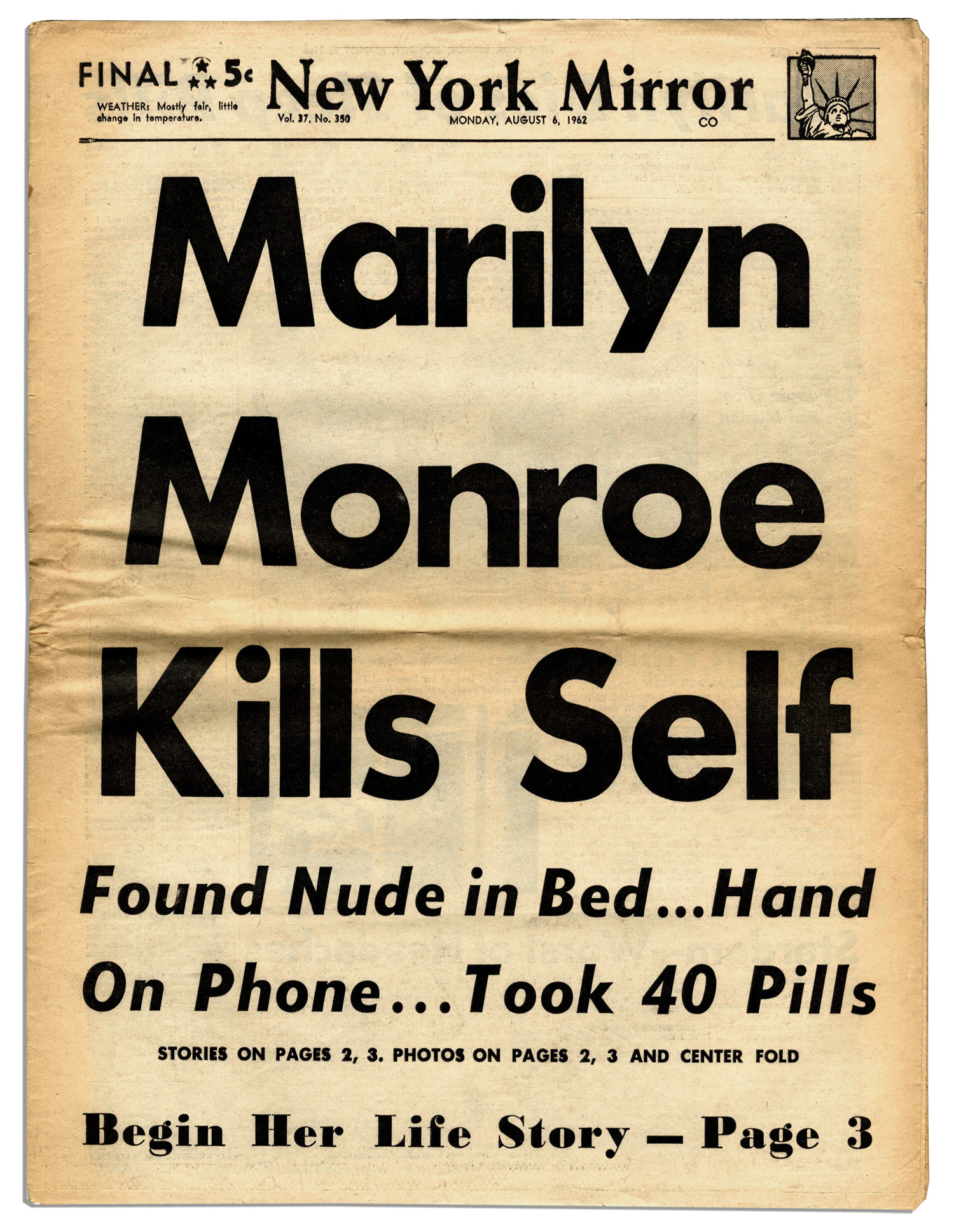
Portada del New York Mirror del 6 de agosto de 1962 anunciando el «suicidio» de Marilyn Monroe.

| La habitación se encontraba en perfecto orden, si bien Marilyn era muy desordenada. |
| No se hallaron restos de barbitúricos ni de algún recipiente con el cual haber ingerido tales fármacos. |
| Estaba completamente desnuda, tendida boca abajo, cubierta con una sábana, con las manos hacia abajo; pero el cadáver tuvo que ser movido ya que el rigor mortis y otros signos apuntaban a que había fallecido boca arriba. Su ropa seguía lavándose en la lavadora y las demás sábanas habían sido cambiadas.                           |
| Mientras llegaba la Policía, Eunice Murray había limpiado a fondo la habitación. |
| La muerte debió de producirse unas ocho horas antes del aviso de Murray. |
| La actriz presentaba moretones en partes del cuerpo que, sin embargo, no fueron considerados durante la autopsia. |
| Tanto el diario personal de la actriz, que debía de estar guardado en una pequeña caja bajo llave, como los registros telefónicos de esa noche desaparecieron. |
| Las fotografías de la escena del crimen fueron manipuladas, apareciendo en su lugar una habitación totalmente desordenada. |
| El tanatólogo Thomas Noguchi no halló restos de barbitúricos en el estómago, «casi totalmente vacío» (The stomach is almost completely empty), de la actriz (No residue of the pills is noted). No obstante, se comunicó a la prensa que había tomado cuarenta cápsulas de Nembutal, por lo que se trataba de un suicidio por sobredosis. |

## Testigos
Eunice Murray
Su aseveración de que se preocupó de Marilyn cuando fue al cuarto de baño y vio —por debajo de la puerta— la luz de su dormitorio encendida, nunca convenció a nadie: primero, porque tenía uno en su propia habitación; además, la alfombra colocada en el dormitorio de la actriz era tan gruesa que hasta costaba trabajo cerrar la puerta: era casi imposible ver algo por debajo. Además, ¿qué tenía de extraño que estuviera despierta si padecía insomnio crónico? Consciente de que su historia no tenía solidez, con el tiempo, comenzó a decir que su «intuición pisciana» le dijo que algo iba mal.
En 1985, el exejecutivo de la CBS Ted Landreth y el periodista Anthony Summers la entrevistaron para el documental Say Goodbye to the President. Eunice volvió a contar su antigua versión de los hechos hasta que —sorprendentemente—, cuando la entrevista había ya terminado, se preguntó: «¿A mi edad, tengo que seguir tapando todo esto?». Contó entonces que Robert Kennedy había estado en casa de Marilyn ese día, que Greenson llegó cuando todavía estaba viva y que fue él quien pidió una ambulancia. Dijo también que había tenido una fuerte discusión con Kennedy, y añadió: «La cosa se puso tan difícil que hasta sus guardaespaldas tuvieron que intervenir para protegerlo».
Norman Jeffries
Jeffries era yerno de Eunice Murray. El 4 de agosto de 1962, estaba trabajando en casa de Marilyn. Su relato de los hechos es muy diferente al de su suegra. Aquel sábado, llegó temprano para seguir reparando el suelo de la cocina. El aspecto de la actriz le pareció alarmante:

Parecía enferma, terriblemente enferma, no solo en el sentido físico, y pensé que tenía que haber algo que iba tremendamente mal. Debía de haber tomado un montón de pastillas o tal vez estaba muerta de miedo. Hasta entonces, nunca la había visto así.

Entre las tres y las cuatro, vio llegar a Robert Kennedy con Peter Lawford, quien les ordenó a la señora Murray y a él que se fueran al supermercado a comprar una Coca-Cola.
Cuando regresaron una hora después, Marilyn sufría un ataque de cólera. Pat Newcomb, su secretaria y agente de prensa, trataba en vano de tranquilizarla. Entonces, Eunice telefoneó a Ralph Greenson.
También confirmó que Marilyn había despedido a su suegra y que debía recoger sus cosas antes de que terminara el día. Greenson, sin embargo, le habría pedido que la dejara quedarse esa noche.
Una vez que se fue el psiquiatra, Jeffries y Eunice se quedaron viendo la televisión, mientras Marilyn estaba en su cuarto. A eso de las nueve y media, volvió Robert con otros dos hombres. Supuso que eran del Gobierno.

Nos dijeron que nos fuéramos. Quiero decir que dejaron muy claro que debíamos irnos. Pero esta vez Eunice y yo no nos alejamos del barrio. Fuimos a casa de un vecino. No tenía ni idea de lo que estaba pasando.

Fred Otash

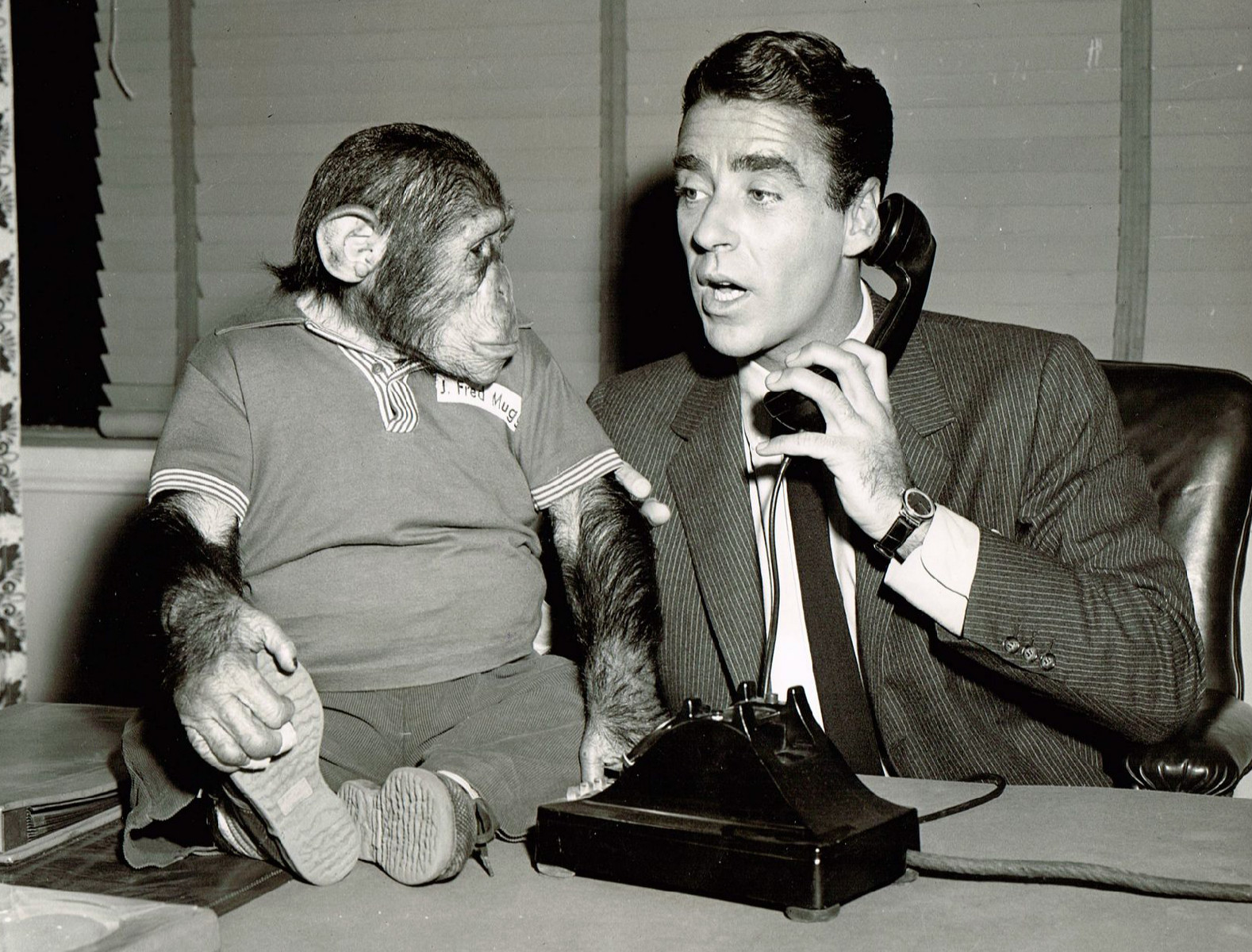
Peter Lawford en un fotograma de la serie Dear Phoebe (1954-1955).

El detective privado Fred Otash fue entrevistado en 1985 por la periodista de la ABC Sylvia Chase para un programa especial sobre la muerte de Marilyn (finalmente, nunca se emitió). Otash declaró que —por encargo del jefe del sindicato de camioneros Jimmy Hoffa, que «se la tenía jurada» a los Kennedy, especialmente a Robert— se habían instalado micrófonos ocultos en los domicilios de Peter Lawford y Marilyn. Mencionó que había muchas grabaciones de Marilyn y Robert haciendo el amor, pero, sobre todo, de una terrible bronca el día de su muerte.
Marilyn gritaba: «¡Me han pasado de uno a otro!», «¡Fui utilizada!», «¡Me siento un pedazo de carne!», Robert decía: «¡¿Dónde está?, ¿dónde [...] está?!», «¡Debo tenerlo!», «¡Mi familia te pagará!», mientras se oían ruidos propios de estarse removiendo la habitación, golpes, gritos de Marilyn ordenando que salieran todos de su casa, y un portazo.
Esa noche, Lawford —«borracho, trastornado y muy nervioso»— se presentó en casa de Otash. Le dijo que Marilyn estaba muerta y que él debía hacer desaparece cualquier prueba que pudiera inculpar a Robert, que había estado en su casa y había tenido una violenta discusión con ella.
Le contó también que lo había llamado después de que se fuera Robert, y le había dicho: «Hazme un favor. Dile al presidente que traté de comunicarme con él. Dile adiós de mi parte. Creo que ya cumplí mi propósito».
Pat Newcomb
Agente de prensa y secretaria personal de Marilyn, se había quedado a dormir en su casa la noche del viernes. Se levantó cerca del mediodía. Dijo que por ese motivo había tenido una acalorada discusión con Marilyn, que no había podido dormir en toda la noche. Por el contrario, el periodista Sidney Skolsky, que habló por teléfono con la artista ese sábado, aseguró que el motivo de la riña no había sido otro que su relación con Robert Kennedy. Una amiga de Newcomb, exmujer de Dean Martin, aseguró al respecto:

Pat fue demasiado lejos; estaba muy enamorada de Bobby. Hasta hace muy poco, no ha podido superarlo. Si quiere saber quién está más informado que nadie de todo lo de Marilyn, le diré que es Pat Newcomb.

En un informe del FBI sobre la muerte de la actriz, puede leerse este párrafo:

Se llegó a la conclusión de que el ama de llaves y la secretaria personal y agente de Marilyn, Pat Newcomb, colaboraron en el plan para incitar al suicidio. Fue recompensada por su cooperación al ser nombrada asistente de George Stevens Jr., director de la United States Information Agency.

Efectivamente, a su vuelta en febrero de 1963 de un viaje por Europa, Newcomb fijó su residencia en Washington D. C. y comenzó a ejercer su cargo como vínculo de unión entre Hollywood y el Estado, a las órdenes de incondicionales de los Kennedy como el ya citado George Stevens o Don Wilson, su jefe directo.
Ralph Greenson

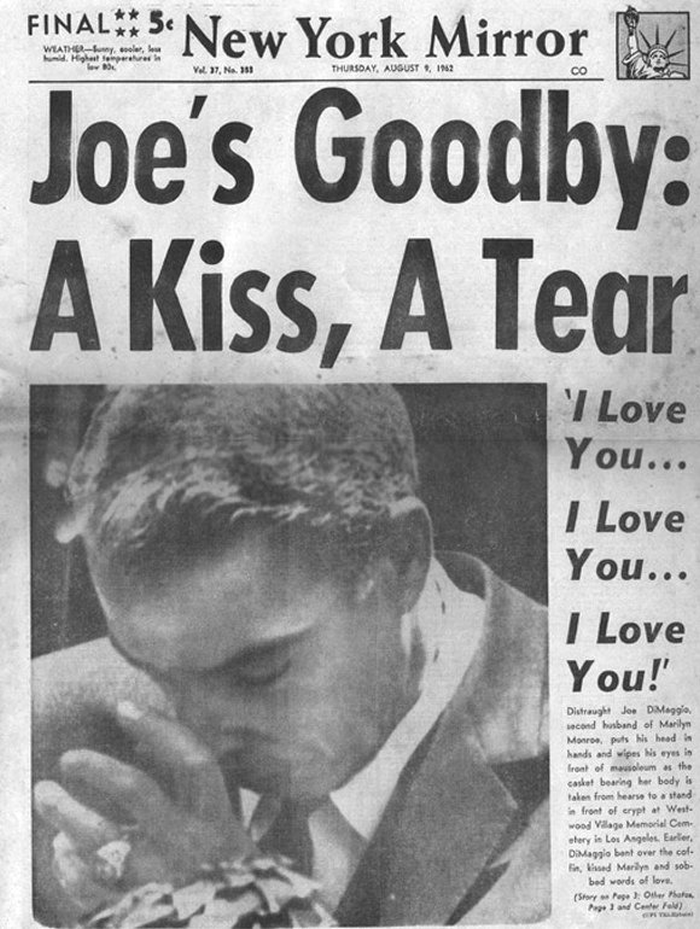
Joe DiMaggio en el funeral de Marilyn (portada del New York Mirror del 9 de agosto de 1962).

Dijo que el 4 de agosto, a eso de las cuatro, recibió una llamada de Marilyn, a quien notó muy deprimida y como drogada. Inmediatamente, acudió en su ayuda. Dos horas y media después, ya se había calmado, aunque seguía enfadada con Newcomb, con quien, según él, llevaba discutiendo desde el viernes por la noche. Le pidió que se marchara, a lo que este transigió de mala gana. Tras atender una llamada del masajista Ralph Roberts y decirle que Marilyn no estaba, se fue. Antes, le había pedido a la señora Murray que se quedara a dormir esa noche. Poco antes de las ocho, recibió una nueva llamada de Marilyn comentándole que acababa de hablar con Joe DiMaggio, lo que la había puesto muy contenta.
Siguiendo el relato oficial —a las doce, como dijeron en un principio, o a las tres y media, como aseguraron después—, habría recibido la llamada desesperada del ama de llaves comunicándole que Marilyn estaba muerta.